# Chaufour-Notre-Dame

Chaufour-Notre-Dame este o comună în departamentul Sarthe, Franța. În 2009 avea o populație de 1,105 de locuitori.